# Parc provincial Cataracts
Le parc provincial Cataracts est un parc provincial de la province de Terre-Neuve-et-Labrador situé près de Colinet sur la péninsule de Burin.
Le parc provincial est nommé en l'honneur de la rivière Cataracts, qui le traverse. Des cascades s'y trouvent même, surplombées par un pont en arche, dont l'architecture est unique dans la province. Il s'agit par ailleurs du plus vieux pont de Terre-Neuve-et-Labrador.
D'une superficie relativement limitée (1,72 km2), le parc ne comporte aucun endroit destiné au camping. Cependant, il est possible d'y observer la nature, notamment les chutes et la gorge qui s'y trouvent, d'y marcher et d'y faire des pique-niques.
Le parc est accessible via la route 91. 